# Achito Vivas
Adelmo Achito Vivas, né le 1er mars 1934 à Buenaventura en Colombie, est un joueur de football international colombien, qui évoluait au poste de gardien de but.

## Biographie

### Carrière en sélection
Avec l'équipe de Colombie, il joue 4 matchs (pour aucun but inscrit) lors de l'année 1963. 
Il figure dans le groupe des sélectionnés lors de la Coupe du monde de 1962. Lors du mondial, il ne joue aucun match.
Il participe avec l'équipe de Colombie au championnat sud-américain de football de 1963.